# قائمة أكثر ألعاب بلاي ستيشن 5 مبيعا
هذه قائمة بألعاب الفيديو لمشغل ألعاب الفيديو بلاي ستيشن 5 التي باعت أو شحنت ما لا يقل عن مليون نسخة.

## القائمة
| ر. | اللعبة                    | عدد النسخ المباعة | تاريخ الإصدار  | اعتبارًا من    | النوع                           | المطور(ون)       | الناشر(ون)                |
| -- | ------------------------- | ----------------- | -------------- | ------------- | ------------------------------- | ---------------- | ------------------------- |
| 1  | سبايدرمان: مايلز موراليس  | 6٫5 مليون         | 12 نوفمبر 2020 | 13 يناير 2022 | أكشن-مغامرات                    | إنسومنياك غيمز   | سوني إنتراكتيف إنترتينمنت |
| 2  | إم إل بي ذا شو 21         | 2 مليون           | 20 أبريل 2021  | 13 يناير 2022 | رياضية                          | سان دييغو ستوديو | سوني إنتراكتيف إنترتينمنت |
| 3  | ديمونز سولز               | 1٫4 مليون         | 12 نوفمبر 2020 | 13 يناير 2022 | أكشن تقمص الأدوار               | بلوبوينت غيمز    | سوني إنتراكتيف إنترتينمنت |
| 4  | راتشت أند كلانك: شق طريقك | 1٫1 مليون         | 11 يونيو 2021  | 13 يناير 2022 | منصات، تصويب منظور الشخص الثالث | إنسومنياك غيمز   | سوني إنتراكتيف إنترتينمنت |

## الملاحظات
1. ↑  يُذكَر تاريخ إصدار اللعبة على بلاي ستيشن 5 فقط.